# Live at the Palm Cove
Live At the Palm Cove è un album live della band hardcore punk Exploited pubblicato nel 1982.
Live degli Exploited del loro periodo 1983-1987.
Probabilmente uno dei documenti più antichi della band, indispensabile per i fan.
Il DVD contiene anche materiale dal tour statunitense del gruppo, come conversazioni tra i membri della band.
Tra le varie tracce spiccano: "Army life","Barmy Army","Dogs of war" e "Dead cities"

## Tracce
1. Exploited Barmy Army
2. Army Life
3. Cop Cars
4. Alternative
5. Fuck the Usa
6. Jimmy Boyle
7. Dead Cities
8. Sex & Violence
9. Rapist
10. Dogs Of War
11. Fuck the Mods
12. Blown to Bits
13. Troops of Tomorrow
14. Computers don't Blunder
15. I Believe in Anarchy
16. Punk's Not Dead
17. Belsen Was a Gas
18. Warhead

## Formazione
- Wattie Buchan - voce
- Big John Duncan - chitarra e voce
- Gary McCormack - basso e voce
- Dru Stix - batteria
- Carole & Navi - cori